# تانگ لینگشنگ
تانگ لینگشنگ (چینی: 唐灵生؛ زادهٔ ۱۰ ژانویهٔ ۱۹۷۱) وزنه‌بردار اهل چین است.